# Martowe (Tschuhujiw)
Martowe (ukrainisch Мартове; russisch Мартовое Martowoje) ist ein Dorf in der ukrainischen Oblast Charkiw mit etwa 2200 Einwohnern (2001).

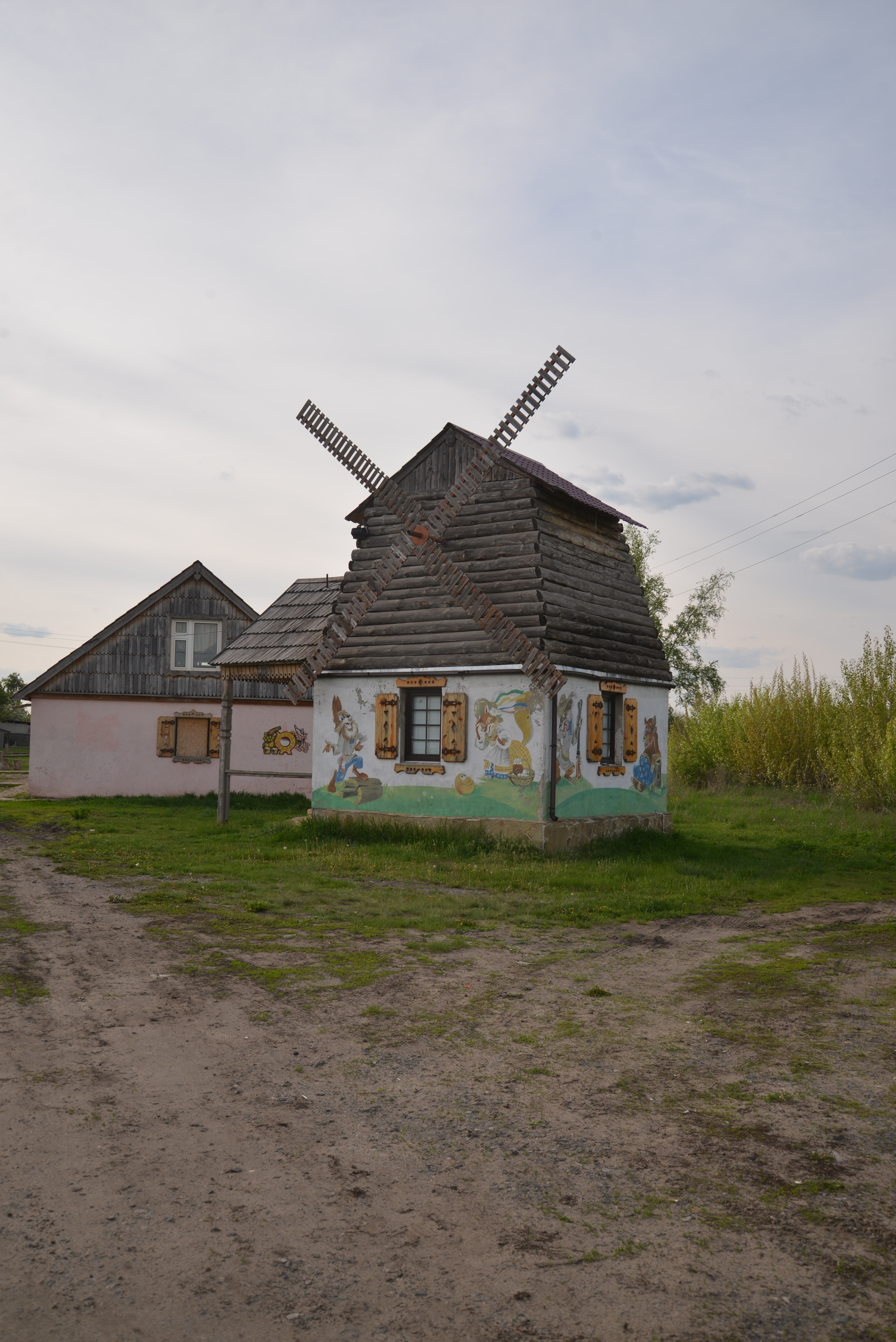
Mühle

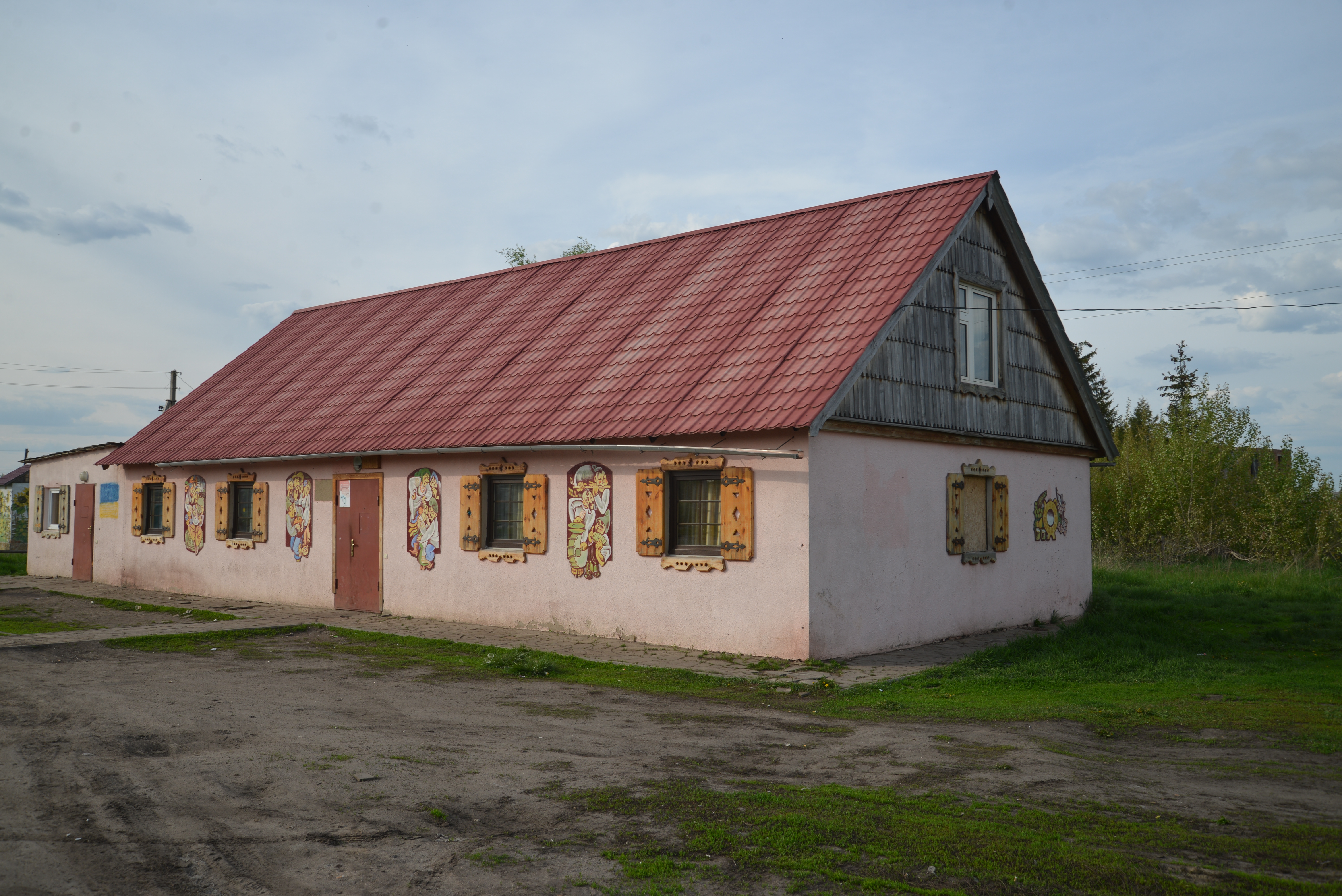
Markt

Das 1666 gegründete Dorf liegt auf einer Höhe von 105 m am rechten Ufer des zum Petschenihy-Stausee angestauten Siwerskyj Donez, 12 km nordöstlich vom Rajonzentrum Petschenihy und etwa 70 km östlich vom Oblastzentrum Charkiw.
Am 12. Juni 2020 wurde das Dorf ein Teil der Siedlungsgemeinde Petschenihy im Rajon Petschenihy; bis dahin bildete es die Landratsgemeinde Martowe  (Мартівська сільська рада/Martiwska silska rada) im Zentrum des Rajons Petschenihy.
Am 17. Juli 2020 wurde der Ort ein Teil des Rajons Tschuhujiw.